# Bồ lao

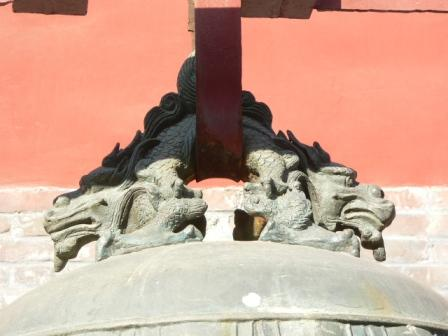
”Bồ lao” được đúc ở quai chuông

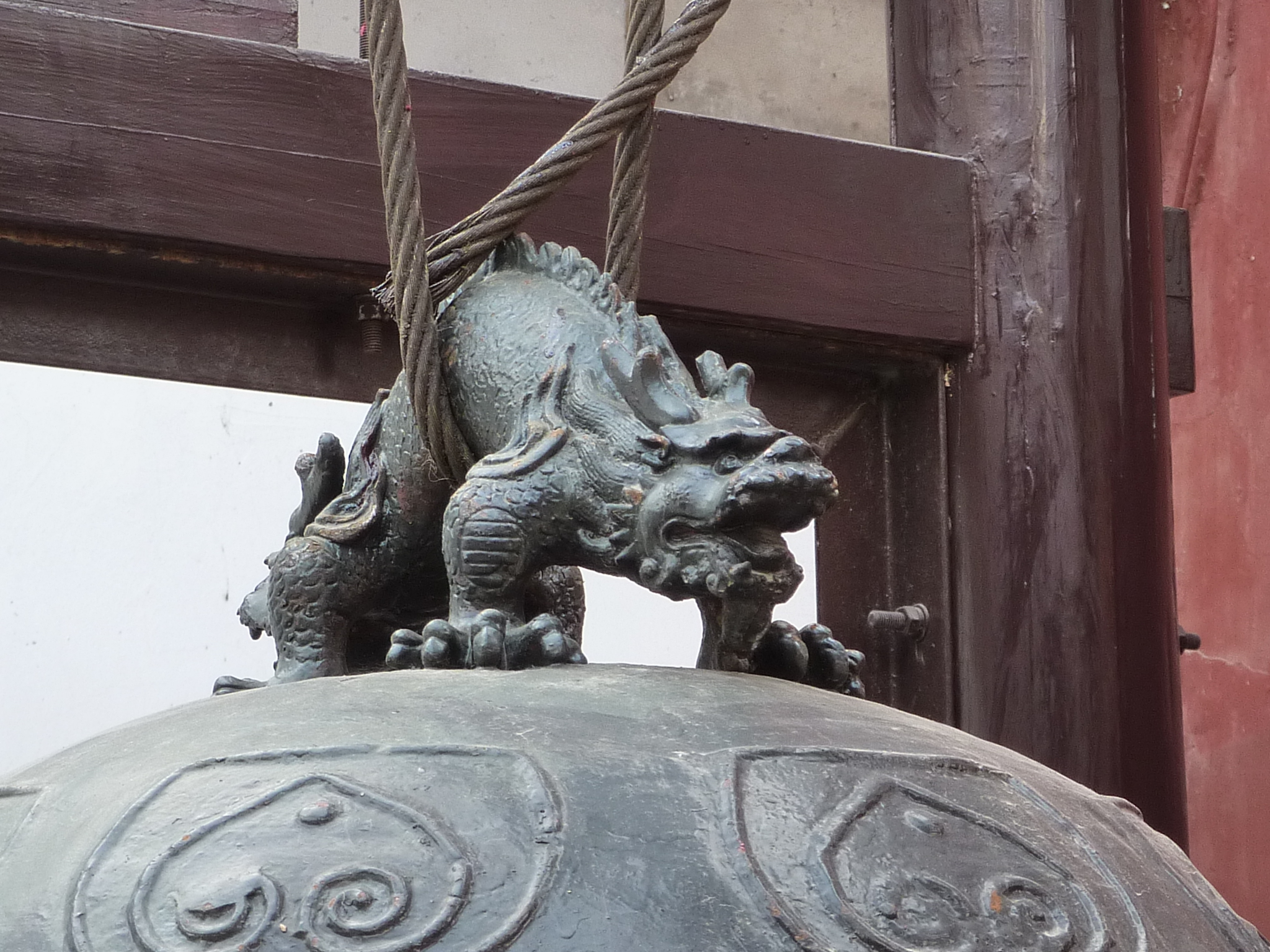
Bồ lao ở quai chuông tại hành cung Võ Đang, Dương Châu.

Bồ lao (蒲牢), còn được biết đến trong một số tài liệu như là Đồ lao (徒劳), là một loại rồng Trung Quốc, và là một trong số chín con của rồng (Long sinh cửu tử). Theo truyền thuyết, bồ lao thích âm thanh lớn và thích "gầm rống", và vì thế theo truyền thống được đúc trên quai chuông đặt ở nhiều nơi, như tại Trung Quốc, Việt Nam, và nó được sử dụng như là một cái giá đỡ móc treo chuông.
Bồ lao xuất hiện trong văn chương Trung Quốc từ thời nhà Đường. Học giả thời Đường là Lý Thiện (李善, 630－689), trong lời bình tác phẩm Đông Đô phú (东都赋) của Ban Cố (32–92), đã viết:

Giữa biển có cá lớn gọi là cá kình, trên bờ biển lại có loài thú gọi là bồ lao. Bồ lao vốn rất sợ cá kình. Khi cá kình đánh bồ lao thì [bồ lao] kêu rất to. Vì thế muốn làm chuông kêu to thì người ta đặt bồ lao ở trên đỉnh chuông và chày đánh chuông được chạm hình cá kình.

Trong thời nhà Minh, bồ lao (với tên gọi khi đó là đồ lao) đã xuất hiện trong danh sách các linh vật có ảnh hưởng xuất hiện trong kiến trúc và mỹ thuật ứng dụng, được Lục Dung (陆容, 1436-1494) biên soạn trong tác phẩm Thục viên tạp ký (椒园杂记). 

Đồ lao hình dáng giống như rồng, nhưng nhỏ, bản tính thích kêu rống, có thần lực, vì thế treo ở trên chuông.

Sau này, bồ lao, với các mô tả tương tự, được một số học giả cuối thời Minh như Lý Đông Dương (李東陽, 1447-1516) và Dương Thận (楊慎, 1488-1559) đưa vào một số danh sách Long sinh cửu tử.